# Râul Vrbas
Vrbas (în sârbă: Врбас) este un râu major din Bosnia și Herțegovina. Cu o lungime de 235 km, Vrbas este un afluent de dreapta al râului Sava. Izvorul său este în muntele Zec. Orașul Banja Luka este situat pe malurile acestui râu.

## Galerie

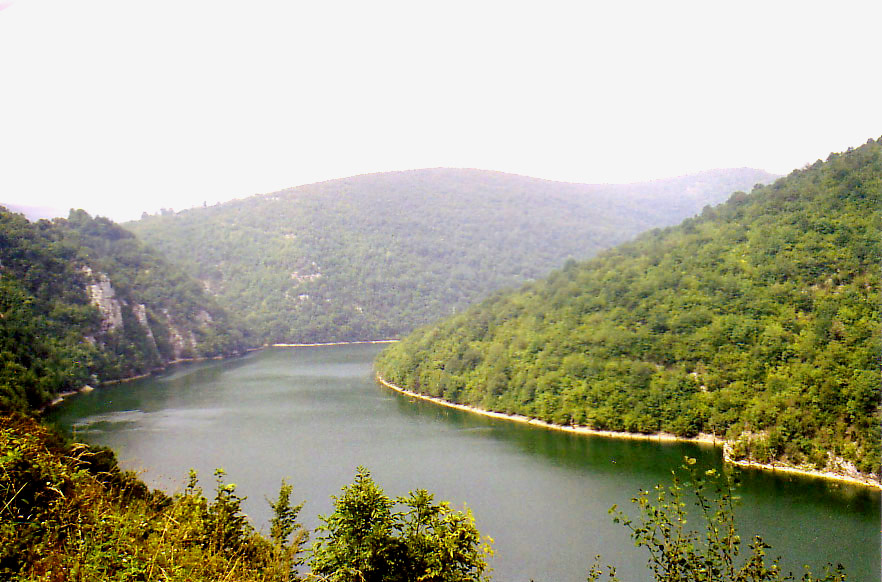
lângă Banja Luka
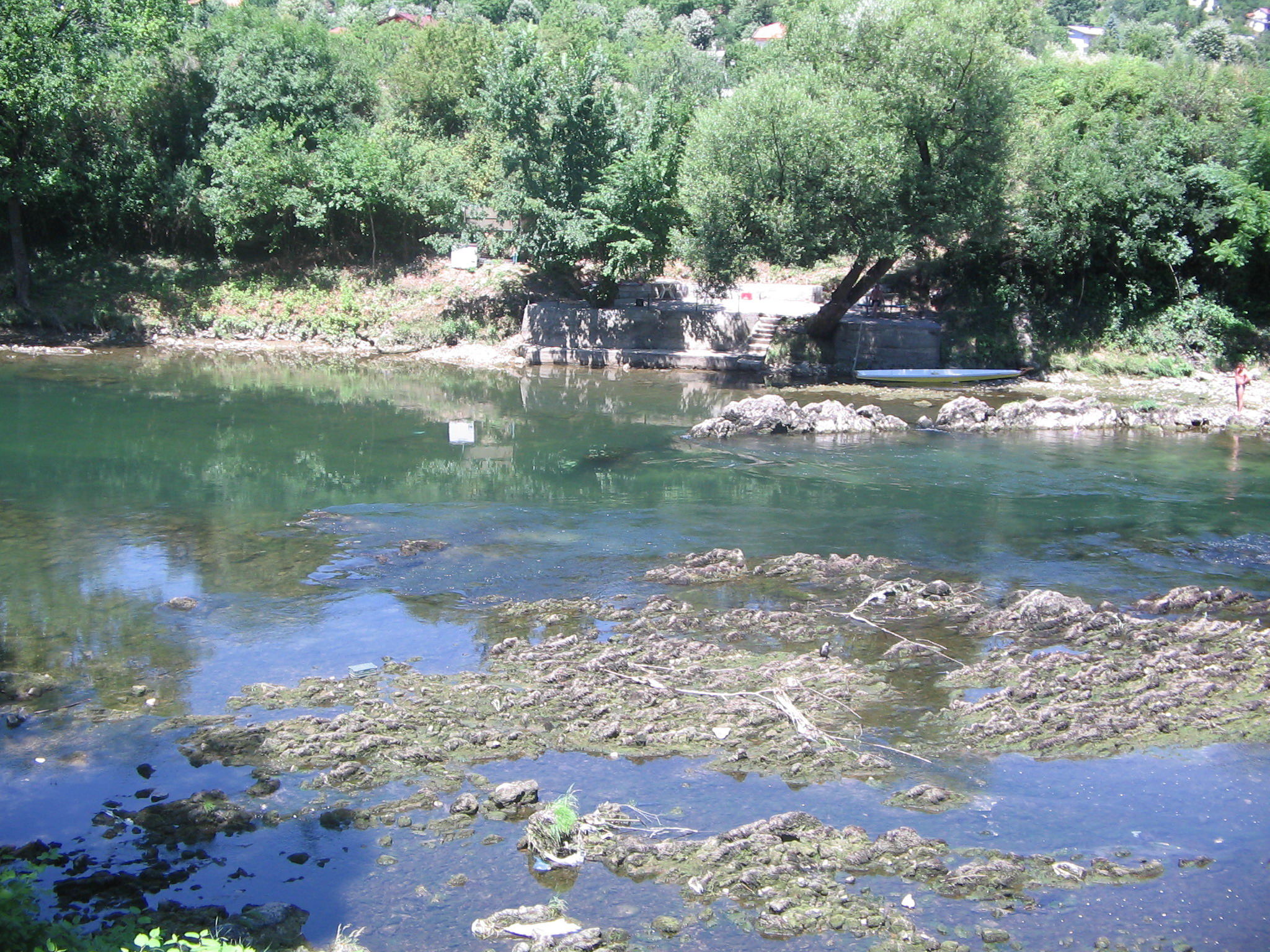
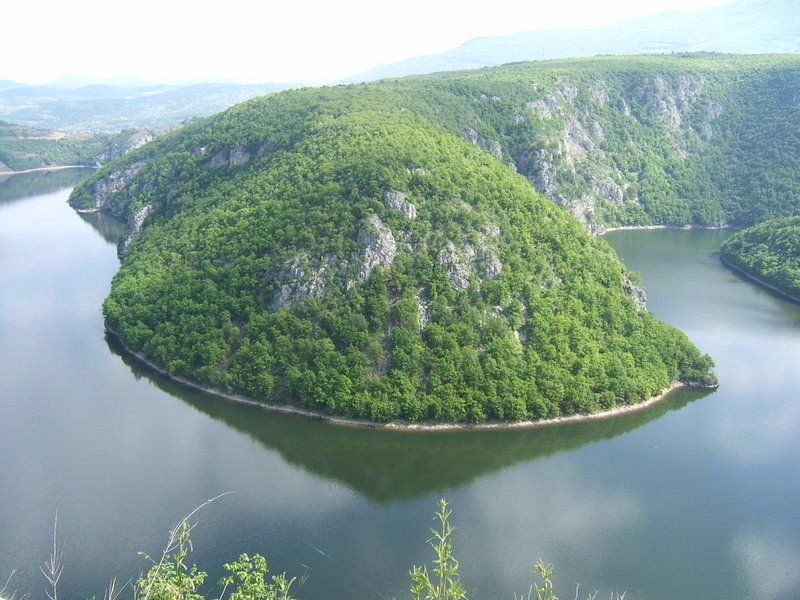